# Brytyjska szkoła geograficzna
Brytyjska szkoła geograficzna – szkoła naukowa, której powstanie wiązało się eksploracją terenów Imperium Brytyjskiego (Indie, Afryka Płd., Australia, Nowa Zelandia), choć równie owocny był udział geografów brytyjskich w badaniach Arktyki i Antarktydy. Dużymi osiągnięciami szczyciła się brytyjska geomorfologia, glacjologia, oceanografia, regionalizacja geograficzna, geografia społeczno-ekonomiczna.
Do najważniejszych przedstawicieli brytyjskiej szkoły geograficznej należeli:
- Charles Andrew Cotton (geomorfolog i geolog)
- Halford John Mackinder
- Laurence Dudley Stamp